# 北緯77度線
北緯77度線（ほくい77どせん）は、地球の赤道面より北に77度の角度を成す緯線。北極内部にあり、大西洋、北極海、ヨーロッパ、アジア、北アメリカを通過する。
この緯度の下では、4月22日頃から8月21日頃までの約4ヶ月間は白夜になり、10月30日頃から2月12日頃までの約3ヶ月半の間は極夜になる。

## 通過する地域一覧
北緯77度線は、本初子午線から東に向かって以下の場所を通っている。
| 地理座標                                               | 国土・領土・領海       | 備考 |
| ------------------------------------------------------ | ---------------------- | --- |
| 北緯77度0分 東経0度0分 / 北緯77.000度 東経0.000度      | 大西洋                 | グリーンランド海 |
| 北緯77度0分 東経16度30分 / 北緯77.000度 東経16.500度   | ノルウェー             | スヴァールバル諸島 - スピッツベルゲン島 |
| 北緯77度0分 東経17度15分 / 北緯77.000度 東経17.250度   | バレンツ海             | |
| 北緯77度0分 東経67度40分 / 北緯77.000度 東経67.667度   | ロシア                 | ノヴァヤゼムリャ - セヴェルヌィ島（最北端） |
| 北緯77度0分 東経67度57分 / 北緯77.000度 東経67.950度   | カラ海                 | |
| 北緯77度0分 東経88度50分 / 北緯77.000度 東経88.833度   | ロシア                 | キーロフ諸島 |
| 北緯77度0分 東経88度53分 / 北緯77.000度 東経88.883度   | カラ海                 | |
| 北緯77度0分 東経95度21分 / 北緯77.000度 東経95.350度   | ロシア                 | ロススカイ島 |
| 北緯77度0分 東経96度15分 / 北緯77.000度 東経96.250度   | カラ海                 | |
| 北緯77度0分 東経101度20分 / 北緯77.000度 東経101.333度 | ロシア                 | タイミル半島 |
| 北緯77度0分 東経107度18分 / 北緯77.000度 東経107.300度 | ラプテフ海             | |
| 北緯77度0分 東経107度57分 / 北緯77.000度 東経107.950度 | ロシア                 | ファディー諸島 |
| 北緯77度0分 東経108度4分 / 北緯77.000度 東経108.067度  | ラプテフ海             | |
| 北緯77度0分 東経132度2分 / 北緯77.000度 東経132.033度  | 北極海                 | |
| 北緯77度0分 東経154度16分 / 北緯77.000度 東経154.267度 | 東シベリア海           | ヘンリエッタ島（ ロシア）のちょうど南を通過。 |
| 北緯77度0分 東経157度10分 / 北緯77.000度 東経157.167度 | 北極海                 | |
| 北緯77度0分 西経120度4分 / 北緯77.000度 西経120.067度  | カナダ                 | ノースウエスト準州 - プリンスパトリック島 |
| 北緯77度0分 西経116度0分 / 北緯77.000度 西経116.000度  | ムーア湾               | |
| 北緯77度0分 西経115度40分 / 北緯77.000度 西経115.667度 |                        | エメラルド島（ノースウエスト準州、 カナダ）のちょうど北を通過。 フィッツウィリアム・オーエン島（ノースウエスト準州、 カナダ）のちょうど南を通過。 エイトベアーズ島（ノースウエスト準州、 カナダ）のちょうど南を通過。 |
| 北緯77度0分 西経111度33分 / 北緯77.000度 西経111.550度 | ヘイゼン海峡           | ビージーハミルトン島（ヌナブト準州、 カナダ）のちょうど南を通過。 |
| 北緯77度0分 西経109度0分 / 北緯77.000度 西経109.000度  | バイアムマーティン海峡 | |
| 北緯77度0分 西経104度52分 / 北緯77.000度 西経104.867度 | デスバラッツ海峡       | フィンドレー群島（ヌナブト準州、 カナダ）のちょうど南を通過。 |
| 北緯77度0分 西経103度38分 / 北緯77.000度 西経103.633度 |                        | |
| 北緯77度0分 西経97度25分 / 北緯77.000度 西経97.417度   | カナダ                 | ヌナブト準州 - 三日月島 |
| 北緯77度0分 西経97度8分 / 北緯77.000度 西経97.133度    | ネイピア湾             | |
| 北緯77度0分 西経96度17分 / 北緯77.000度 西経96.283度   | カナダ                 | ヌナブト準州 - デヴォン島 |
| 北緯77度0分 西経95度13分 / 北緯77.000度 西経95.217度   | ノルウェー湾           | |
| 北緯77度0分 西経88度43分 / 北緯77.000度 西経88.717度   | カナダ                 | ヌナブト準州 - エルズミーア島 |
| 北緯77度0分 西経79度15分 / 北緯77.000度 西経79.250度   | バフィン湾             | |
| 北緯77度0分 西経78度22分 / 北緯77.000度 西経78.367度   | カナダ                 | ヌナブト準州 - エルズミーア島 |
| 北緯77度0分 西経78度4分 / 北緯77.000度 西経78.067度    | バフィン湾             | |
| 北緯77度0分 西経71度19分 / 北緯77.000度 西経71.317度   | グリーンランド         | |
| 北緯77度0分 西経18度14分 / 北緯77.000度 西経18.233度   | 北極海                 | グリーンランド海 |